# 1904 год в музыке

## События
- 13 января — премьера симфонической поэмы «Кошут» Белы Бартока в Будапеште
- 17 февраля — премьера оперы «Мадам Баттерфляй» Джакомо Пуччини в Милане
- 9 июня — Оркестр королевского двора под управлением сэра Генри Вуда впервые выступает под новым названием — Лондонский симфонический оркестр[1]
- 15 июля — оперная певица Агнес Николлс выходит замуж за композитора Хамильтона Харти[2]
- 12 сентября — концерт Игнация Падеревского в Веллингтоне, Новая Зеландия
- Октябрь:
  - Альбан Берг начинает брать уроки у Арнольда Шёнберга[3]
  - Компания Gramophone Company записывает «Ave Maria» в исполнении Нелли Мельбы и Яна Кубелика[4]
- 18 октября — премьера Симфонии № 5 Густава Малера в Кёльне
- 10 ноября — мировая премьера Концерта для фортепиано Ферруччо Бузони
- Премьера современной концертной версии оперы Клаудио Монтеверди «Орфей»

## Классическая музыка
- Александр Скрябин — Симфония № 3
- Бела Барток — квинтет для фортепиано
- Александр Глазунов — скрипичный концерт ля-минор
- Хамильтон Харти — Ирландская симфония
- Густав Малер — «Песни на смерть детей»
- Макс Регер — Вариации на тему фуги Хиллера
- Игорь Стравинский — соната для фортепиано фа-диез минор
- Пётр Стоянович — скрипичный концерт № 1

## Опера
- Джакомо Пуччини — «Мадам Баттерфляй»
- Николай Римский-Корсаков — «Пан воевода»
- Альфано — «Воскресение»
- Яначек — «Судьба»
- Рахманинов — «Франческа да Римини»

## Родились

### Январь
- 2 января — Женя Николаева (ум. 2001) — немецкая танцовщица и актриса русского прохождения
- 6 января — Илья Мусин (ум. 1999) — советский и российский дирижёр и музыкальный педагог
- 10 января — Рэй Болджер (ум. 1987) — американский актёр, танцор и певец
- 13 января — Ричард Эддинселл[англ.] (ум. 1977) — британский композитор
- 15 января — Эдди Делэндж[англ.] (ум. 1949) — американский бэнд-лидер и поэт-песенник
- 22 января — Джордж Баланчин (ум. 1983) — американский хореограф грузинского происхождения

### Февраль
- 3 февраля — Луиджи Даллапиккола (ум. 1975) — итальянский композитор, пианист и педагог
- 12 февраля — Эдит Шольвер (ум. 2002) — немецкая певица и актриса
- 29 февраля — Джимми Дорси (ум. 1957) — американский джазовый саксофонист, кларнетист и бэнд-лидер

### Март
- 1 марта — Гленн Миллер (ум. 1944) — американский тромбонист, аранжировщик и бэнд-лидер
- 4 марта — Йозеф Шмидт (ум. 1942) — австро-венгерский и румынский оперный и камерный певец (тенор)

### Апрель
- 8 апреля — Джон Антилл (ум. 1986) — австралийский композитор и дирижёр
- 9 апреля — Шарки Бонано[англ.] (ум. 1972) — американский джазовый трубач, бэнд-лидер и певец
- 16 апреля — Фифи Д’Орсе (ум. 1983) — американская актриса и певица канадского происхождения
- 18 апреля — Пигмит Маркхэм[англ.] (ум. 1981) — американский комедиант, актёр, певец и танцор
- 27 апреля — Сид Нейтан (ум. 1968) — американский бизнесмен, основатель лейбла King Records
- 29 апреля — Расс Морган[англ.] (ум. 1969) — американский бэнд-лидер, аранжировщик, дирижёр и композитор

### Май
- 2 мая — Григорий Кокеладзе (ум. 1988) — грузинский композитор, хоровой дирижёр и педагог
- 4 мая
  - Умм Кульсум (ум. 1975) — египетская певица и актриса
  - Леон Цукерт[англ.] (ум. 1992) — канадский дирижёр, композитор и аранжировщик украинского происхождения
- 21 мая — Фэтс Уоллер (ум. 1943) — американский джазовый пианист, органист, композитор и комедиант
- 23 мая — Либби Холман[англ.] (ум. 1971) — американская певица и актриса
- 26 мая
  - Владо Перлмутер (ум. 2002) — французский пианист русского происхождения
  - Джордж Формби[англ.] (ум. 1961) — британский актёр, певец и автор песен
- 28 мая — Маргарет Харрис[англ.] (ум. 2000) — британский театральный и оперный костюмер и сценограф

### Июнь
- 3 июня — Жан Пирс (ум. 1984) — американский оперный и камерный певец (лирико-драматический тенор) и артист оперетты
- 6 июня — Рэймонд Бёрк[англ.] (ум. 1986) — американский джазовый кларнетист
- 7 июня — Дон Мюррей[англ.] (ум. 1929) — американский джазовый кларнетист и саксофонист
- 11 июня — Пайнтоп Смит[англ.] (ум. 1929) — американский блюзовый пианист
- 12 июня — Беверли Пек Джонсон (ум. 2001) — американская пианистка и музыкальный педагог
- 21 июня — Мак Гордон (ум. 1959) — американский автор песен
- 24 июня — Фил Харрис (ум. 1995) — американский джазовый певец, музыкант и автор песен

### Июль
- 4 июля — Артур Малявский (ум. 1957) — польский композитор, скрипач, дирижёр и педагог
- 16 июля — Гоффредо Петрасси (ум. 2003) — итальянский композитор и музыкальный педагог
- 24 июля — Лео Арно[англ.] (ум. 1991) — французский и американский музыкант и композитор

### Август
- 13 августа — Чарльз Роджерс (ум. 1999) — американский актёр и джазовый музыкант
- 17 августа — Леопольд Новак (ум. 1991) — австрийский музыковед
- 21 августа — Каунт Бейси (ум. 1984) — американский джазовый пианист, органист и бэнд-лидер

### Сентябрь
- 17 сентября — Фредерик Аштон (ум. 1988) — британский артист балета и хореограф

### Октябрь
- 11 октября — Тита Мерельо (ум. 2002) — аргентинская актриса и певица
- 20 октября — Анна Нигл (ум. 1986) — британская актриса и певица
- 24 октября — Мосс Харт[англ.] (ум. 1961) — американский драматург и театральный режиссёр, автор мюзиклов

### Ноябрь
- 3 ноября — Янис Калниньш (ум. 2000) — латвийский и канадский дирижёр, композитор и органист
- 14 ноября
  - Алексей Животов (ум. 1964) — советский композитор, музыкант и дирижёр
  - Дик Пауэлл (ум. 1963) — американский актёр, продюсер, кинорежиссёр и певец
- 18 ноября — Масао Кога[яп.] (ум. 1978) — японский композитор и гитарист
- 21 ноября — Коулмен Хокинс (ум. 1969) — американский джазовый саксофонист
- 25 ноября — Тони Ортелли[итал.] (ум. 2000) — итальянский альпинист, дирижёр и композитор

### Декабрь
- 9 декабря — Элси Рэндольф[англ.] (ум. 1982) — британская актриса, танцовщица и певица
- 18 декабря — Уилф Картер (ум. 1996) — канадский кантри-певец, гитарист и автор песен
- 26 декабря — Алехо Карпентьер (ум. 1980) — кубинский писатель, журналист, музыкант и музыковед

### Без точной даты
- Ярив Эзрахи (ум. 2002) — израильский скрипач, музыкальный критик и педагог

## Скончались

### Январь
- 10 января
  - Митрофан Беляев (67) — русский музыкальный издатель и меценат
  - Антуанетта Стерлинг[англ.] (63) — американская и британская певица
- 15 января — Эдуард Лассен (73) — датский композитор, дирижёр и музыкальный педагог

### Февраль
- 19 февраля — Джованни Бертулетти (75) — итальянский композитор и органист

### Март
- 10 марта — Джованни Чезари[итал.] (60) — итальянский певец-кастрат
- 11 марта — Шарль Грисар[фр.] (66) — французский композитор
- 20 марта — Луиза Пайн[англ.] (75) — британская оперная певица (сопрано)
- 31 марта — София Карп[англ.] (42/43) — румынская актриса и певица

### Апрель
- 29 апреля — Нелли Фаррен[англ.] (56) — британская актриса и певица

### Май
- 1 мая — Антонин Дворжак (62) — чешский композитор
- 19 мая — Корла Август Коцор (81) — немецкий дирижёр и композитор
- 27 мая — Огюст Виганд (55) — бельгийский органист и композитор
- 29 мая — Полин Аман (92) — шведская арфистка

### Июнь
- 28 июня — Дэн Эмметт[англ.] (88) — американский автор песен и артист эстрады

### Июль
- 6 июля — Абай Кунанбаев (58) — казахский писатель, поэт и композитор
- 13 июля — Джулия Уорвик[англ.] (47) — британская оперная певица (сопрано) и актриса
- 20 июля — Артур Ллойд[англ.] (65) — шотландский певец, автор песен, комедиант и импресарио

### Август
- 6 августа — Эдуард Ганслик (78) — австрийский музыковед и музыкальный критик

### Сентябрь
- 28 сентября — Василий Войденов (52) — русский духовный композитор

### Октябрь
- 4 октября — Николай Амани (32) — русский композитор и пианист
- 31 октября — Дан Лено (43) — британский комедиант, танцор и певец

### Ноябрь
- 15 ноября – Анна Саксе-Гофмейстер (54) — немецкая оперная певица (сопрано)
- 30 ноября — Алдин Кифер (64) — американский музыкальный издатель и педагог

### Без точной даты
- Антонио Галасси[итал.] (58/59) — итальянский оперный певец (баритон)